# 佳龙食品
佳龙食品是由李远征1993年创办的中国食品企业，总部位于河南省郑州市。
佳龙食品主营五谷杂粮辣条、鲜笋魔芋等产品。多款产品在中国销量均行业第一。